# Мълниеприемници с изпреварващо действие
Мълниеприемникът с изпреварващо действие (Early Streamer Emission Lightning Protection System) е разновидност на обикновения мълниеприемник за който производителите твърдят (например ABB, Indelec), че покрива значително по-голяма площ от обикновените. Ефективността им в реални условия се оспорва от множество научни изследвания .

## Устройство
Този вид мълниеприемници се различават от обикновените, защото в центъра им се създава магнитно поле, от магнитното поле на земната повърхност, осигуряваща изпреварващото им действие. Това има за цел да създаде и/или натрупа положителен заряд в зоната на гръмоотвода, за да има по-голям шанс мълнията да попадне върху него, а не на защитаваните обекти.

## Принцип на действие
Когато от вече заредения облак се спусне низходящия стъпаловиден лидер (носещ отрицателен заряд) апаратурата в мълниеприемника засича електрическото поле и зарежда мълниеприемника с положителен заряд, за да се формира възходящият стреловиден лидер. В повечето случаи възходящите лидери се образуват, когато низходящият е на около 300 m над земята, но при този вид мълниеприемник възходящият лидер се образува много по-рано, когато низходящият е на по-голяма височина. Низходящия лидер „избира“ възходящия лидер с най-ниско съпротивление – в този случай този, който се е образувал от мълниеприемника. Поради по-голямата височина, на която лидерите се свързват, другите възходящи лидери не могат да се свържат с низходящия, което осигурява по-голяма защитена площ.